# Harnessing Ruin
Harnessing Ruin – szósty album studyjny amerykańskiej deathmetalowej grupy Immolation. W Europie ukazał się 5 lutego 2005 nakładem Listenable Records, zaś w Stanach Zjednoczonych nakładem Olympic Recordings. Okładkę zaprojektował Andreas Marschall. 
Harnessing Ruin to pierwszy album studyjny Immolation, w którego nagraniu wziął udział Steve Shalaty. 
Do utworu „Harnessing Ruin”, przy współpracy Lowlife Media, zrealizowano teledysk.

## Lista utworów
1. "Swarm of Terror" (Immolation) – 3:15
2. "Our Savior Sleeps" (Immolation) – 3:37
3. "Challenge the Storm" (Immolation) – 3:57
4. "Harnessing Ruin" (Immolation) – 4:32
5. "Dead to Me" (Immolation) – 5:19
6. "Son of Iniquity" (Immolation) – 6:08
7. "My Own Enemy" (Immolation) – 6:47
8. "Crown the Liar" (Immolation) – 4:55
9. "At Mourning's Twilight" (Immolation) – 5:16

## Twórcy
- Ross Dolan – śpiew, gitara basowa
- Bill Taylor – gitara
- Robert Vigna – gitara
- Steve Shalaty – perkusja

## Wydania
Opracowano na podstawie materiału źródłowego.
| Rok wydania | Format              | Numer katalogowy | Wytwórnia          | Kraj              |
| ----------- | ------------------- | ---------------- | ------------------ | ----------------- |
| 2005        | CD, CD digipack, LP | POSH 065         | Listenable Records | Europa            |
| 2005        | CD                  | OLY 0244-2       | Olympic Recordings | Stany Zjednoczone |